# Jack Laugher
Jack David Laugher (Harrogate, 30 de enero de 1995) es un deportista británico que compite en saltos de trampolín.
Participó en cuatro Juegos Olímpicos de Verano, entre los años 2012 y 2024, obteniendo en total cuatro medallas, dos en Río de Janeiro 2016, oro en la prueba sincronizada (junto con Christopher Mears) y plata individual, una de bronce en Tokio 2020 (individual) y otra de bronce en París 2024, en la prueba sincronizada (con Anthony Harding).
Ganó nueve medallas en el Campeonato Mundial de Natación entre los años 2015 y 2025, y ocho medallas en el Campeonato Europeo de Natación entre los años 2016 y 2022.

## Palmarés internacional
| Juegos Olímpicos   | Juegos Olímpicos        | Juegos Olímpicos  | Juegos Olímpicos     |
| Año                | Lugar                   | Medalla           | Prueba               |
| ------------------ | ----------------------- | ----------------- | -------------------- |
| 2016               | Río de Janeiro (Brasil) | Medalla de oro    | Trampolín 3 m sincro |
| 2016               | Río de Janeiro (Brasil) | Medalla de plata  | Trampolín 3 m        |
| 2020               | Tokio (Japón)           | Medalla de bronce | Trampolín 3 m        |
| 2024               | París (Francia)         | Medalla de bronce | Trampolín 3 m sincro |
| Campeonato Mundial |                         |                   |                      |
| Año                | Lugar                   | Medalla           | Prueba               |
| 2015               | Kazán (Rusia)           | Medalla de bronce | Trampolín 3 m        |
| 2015               | Kazán (Rusia)           | Medalla de bronce | Trampolín 3 m sincro |
| 2019               | Gwangju (Corea del Sur) | Medalla de plata  | Trampolín 3 m sincro |
| 2019               | Gwangju (Corea del Sur) | Medalla de bronce | Trampolín 3 m        |
| 2022               | Budapest (Hungría)      | Medalla de plata  | Trampolín 1 m        |
| 2022               | Budapest (Hungría)      | Medalla de plata  | Trampolín 3 m sincro |
| 2022               | Budapest (Hungría)      | Medalla de bronce | Trampolín 3 m        |
| 2023               | Fukuoka (Japón)         | Medalla de plata  | Trampolín 3 m sincro |
| 2025               | Singapur (Singapur)     | Medalla de bronce | Trampolín 3 m sincro |
| Campeonato Europeo |                         |                   |                      |
| Año                | Lugar                   | Medalla           | Prueba               |
| 2016               | Londres (Reino Unido)   | Medalla de oro    | Trampolín 3 m sincro |
| 2016               | Londres (Reino Unido)   | Medalla de plata  | Trampolín 3 m        |
| 2018               | Glasgow (Reino Unido)   | Medalla de oro    | Trampolín 1 m        |
| 2018               | Glasgow (Reino Unido)   | Medalla de oro    | Trampolín 3 m        |
| 2018               | Glasgow (Reino Unido)   | Medalla de plata  | Trampolín 3 m sincro |
| 2021               | Budapest (Hungría)      | Medalla de plata  | Trampolín 1 m        |
| 2022               | Roma (Italia)           | Medalla de oro    | Trampolín 1 m        |
| 2022               | Roma (Italia)           | Medalla de oro    | Trampolín 3 m sincro |